# Sean Sullivan (Schauspieler)
Sean Sullivan (* 26. Dezember 1921 in Toronto; † 3. Juni 1985 ebenda) war ein kanadischer Theater- und Film-Schauspieler. Vor allem zu Beginn seiner Karriere trat er auch als John Sullivan auf.

## Leben
Sean Sullivan trat national und international in Theatern wie dem Theatre New Brunswick, dem Centaur Theatre, dem Manitoba Theatre Centre und dem Grand Theatre. Ab den 1940er Jahren war er auch in verschiedenen Film- und Fernsehproduktionen zu sehen. Unter anderem war er in 2001: Odyssee im Weltraum, Dead Zone und Flucht zu dritt zu sehen. Beim Dominion Drama Festival wurde er für seine Leistungen als Bühnenschauspieler zweimal mit dem Preis für den besten Schauspieler geehrt. Seine letzte Rolle im Sportfilm Finish – Endspurt bis zum Sieg brachte ihm postum eine Nominierung bei den Genie Awards als bester Nebendarsteller ein.
Sullivan starb im Juni 1985 in seiner Heimatstadt Toronto im Alter von 63 Jahren.

## Filmografie (Auswahl)
- 1942: Here Will I Nest
- 1957: A Dangerous Age
- 1959: Clash by Night (Fernsehfilm)
- 1960: Während einer Nacht (During One Night)
- 1961: Mit Schirm, Charme und Melone (The Avengers, Fernsehserie, Episode 1x17)
- 1961: The Long Shadow
- 1961: Hallo, Mr. Twen! (The Young Ones)
- 1962: Gang War
- 1964: Nobody Waved Good-bye
- 1966: Adulterous Affair
- 1967: Do Not Fold, Staple, Spindle, or Mutilate
- 1968: 2001: Odyssee im Weltraum (2001: A Space Odyssey)
- 1969: Change of Mind
- 1969: Power Trip (Fernsehfilm)
- 1969: Abenteuer im Regenbogenland (Adventures in Rainbow Country, Fernsehserie, Episode 1x04)
- 1970: McQueen (Fernsehserie, Episode 1x26)
- 1970: Flick
- 1971: Face-Off
- 1971–1974: Polizeiarzt Simon Lark (Dr. Simon Locke, Fernsehserie, 8 Folgen)
- 1972: Springhill (Fernsehfilm)
- 1972: Leaving Home (Fernsehfilm)
- 1972: The Sloane Affair
- 1973: Weg ohne Ziel (The Hard Part Begins)
- 1973: Pinocchio’s Birthday Party
- 1974: Why Rock the Boat?
- 1974: 125 Rooms of Comfort
- 1975: The Canary (Fernsehfilm)
- 1977: Einer allein (One Man)
- 1977: Tödliche Ernte (Deadly Harvest)
- 1978: Black Beauty (Miniserie)
- 1978: Dein Partner ist der Tod (The Silent Partner)
- 1979: Crossbar (Fernsehfilm)
- 1980: Ein Professor geht aufs Ganze (Nothing Personal)
- 1980: Atlantic City, USA (Atlantic City)
- 1980: War Brides (Fernsehfilm)
- 1981: Gefangene der Wildnis (Silence of the North)
- 1982: Der Fuchs (The Grey Fox)
- 1983: Misshandelte Kinder – Sie brauchen nichts als Hilfe (In Defense of Kids, Fernsehfilm)
- 1982–1983: Hangin’ In (Fernsehserie, 2 Episoden)
- 1983: Dead Zone (The Dead Zone)
- 1984: New York – Tanger
- 1984: Himmelskörper (Heavenly Bodies)
- 1984: Flucht zu dritt (Mrs. Soffel)
- 1986: Finish – Endspurt bis zum Sieg (The Boy in Blue)